# Pattalinus cultus
Pattalinus cultus är en skalbaggsart som beskrevs av Bates 1881. Pattalinus cultus ingår i släktet Pattalinus och familjen långhorningar. Inga underarter finns listade i Catalogue of Life.